# G.I. Joe: Sigma 6
G.I. Joe: Sigma 6 es una línea de juguetes y figuras de acción de temática militar producidos por Hasbro que re imagina a los personajes de la línea de juguetes G.I. Joe: A Real American Hero de 1980.
La línea de juguetes Sigma 6 le sirvió a Hasbro para varios propósitos. Primero, les permitió apartarse del formato clásico de 3 pulgadas de la serie A Real American Hero de los 80; la mayoría de las figuras de acción de la serie Sigma 6 miden aproximadamente 8 pulgadas (200 mm) y tienen más articulaciones. En segundo lugar, la nueva línea les ofreció la oportunidad de racionalizar la historia y los personajes, quitando la vieja continuidad y "reiniciando" la franquicia con versiones más jóvenes del elenco, representadas al estilo anime.
La línea demostró estar polarizando a los fanáticos de G.I. Joe y finalmente fracasó en el comercio minorista. Sigma 6 fue cancelado después de dos años dejando muchos sets y personajes exhibidos sin producir. En 2007, Hasbro volvió a la escala clásica de 3¾ ”- 4” para la línea del 25 aniversario.

## Serie animada
La línea de juguetes fue acompañada por una serie animada de 26 episodios titulada G.I. Joe: Sigma 6 la cual fue producida por la empresa estadounidense 4Kids Productions y animada por el estudio japonés Gonzo, dicha serie se emitió en 2005 por Fox, G4 e YTV. El 22 de septiembre de 2008 se emitió en Hispanoamérica a través de Jetix y su doblaje al español se hizo en Colombia. La línea de juguetes también fue acompañada por una serie de cómics de 6 números publicada por Devil's Due Productions.
La serie no fue particularmente exitosa en este sentido: no terminó de emitir sus 26 episodios en los Estados Unidos (aunque completó su emisión por YTV en Canadá tardíamente en junio de 2007), y la reinvención de la línea de juguetes G.I. Joe volvió al tamaño de 3 ¾ pulgadas, concentrándose únicamente en una revisión del 25 aniversario de la línea Real American Hero dirigida casi exclusivamente a coleccionistas adultos.
G.I. Joe: Sigma 6 es, esencialmente una continuación de las dos películas animadas en CGI de G.I. Joe directas a video, G.I. Joe: Spy Troops y G.I. Joe: Valor vs. Venom, ambas películas producidas por Reel FX Studios. Se hacen varias referencias a los eventos de Valor vs. Venom, como cuando el comandante Cobra es capturado y en prisión, Overkill se recupera de sus heridas, y el general Hawk sufre un cambio en su ADN. Snake Eyes sigue teniendo a Kamakura y Jinx como sus aprendices. A pesar de estas conexiones, hay cambios que ponen en duda cuánto de la continuidad de Sigma 6 es de A Real American Hero.
Tal como estaba en la primera temporada de la serie G.I. Joe de Sunbow, Duke claramente está designado como el comandante de G.I. Joe. También es representado como un hombre mucho más joven, con la apariencia de un sujeto de 30 años en vez de su aspecto clásico de un hombre de 40 años. Scarlett, quien siempre ha sido un personaje importante, tuvo una posición en el equipo que la dejó segunda al mando después de Duke. Al igual que Duke, ella ha sido ligeramente rejuvenecida para la serie, aunque su juventud puede atribuirse al hecho de que la obra de arte está hecha en un estilo de anime. Sin embargo, sigue siendo la especialista en contrainteligencia del equipo. La apariencia y la personalidad de Tunnel Rat se diferenciaron mucho de su aparición en la serie A Real American Hero. Aquí, él come insectos, es experto en infiltraciones y demoliciones poco ortodoxas. Heavy Duty parece haber conservado su personalidad de Spy Troops y Valor vs. Venom, desempeñándose como el experto en armas del equipo. Se incluye al equipo un rastreador, Spirit Iron-Knife y su halcón Billy, quien conserva su personalidad fuerte y chamanista, así como el especialista en transporte y francotirador del equipo, Long Range. Hi-Tech trabaja como técnico y mecánico del equipo. Jinx, Kamakura y Snake Eyes se desempeñan como la unidad ninja del equipo. Snake Eyes continúa siendo el silencioso y mortal ninja comando con Jinx y Kamakura como sus estudiantes. Hawk fue visto por última vez en un estado saludable al final de Valor vs.Venom, pero su aparición en Sigma 6 indica lo contrario. Lo ven en un hospital donde Duke lo visitó.
Al comienzo de la temporada dos, el teniente Stone (un aparente viejo amigo de Duke) llega y se une al equipo bajo las órdenes de Hawk y les proporciona una nueva base marítima, la Sea Titan, así como su helicóptero de ataque personal, el Dragonhawk, que también se usará como una plataforma de descenso para los vehículos del equipo que pueden ser transportados por el Dragonhawk, como el Ninja Hovercycle, el Night Ranger Quad y el V.A.M.P. Junto con Stone está el soldado Firefly (quien traiciona al equipo y captura a todos menos a Duke y Hi-Tech en el episodio 20 "Revelations").
Los cambios no se limitan al equipo Joe. El comandante Cobra tenía su apariencia muy cambiada y, del mismo modo, su personalidad. Ya no es humorístico, ahora es un adversario más mortal, más cerca de su interpretación estándar de los cómics, sin embargo, ha conservado el amor de su contraparte de los dibujos animados por los esquemas grandiosos. Destro ahora está más claramente alineado con Cobra y junto con el comandante y la Baroness, realmente forman el Cobra Triumvirate. Mientras tanto, Overkill pasa de ser un asistente de laboratorio humilde a un intrigante jefe científico cibernético quien está atrapado dentro de un tubo de vidrio gigante. Zartan sigue siendo el maestro del disfraz de Cobra, sin embargo, sus habilidades de cambio de forma y sigilo se deben a su traje más que a las habilidades y mejoras genéticas como en A Real American Hero. Los Dreadnoks ahora están integrados por Torch, Buzzer y un nuevo personaje llamado Machete (que está vagamente basado en Ripper). Storm Shadow trabaja como ninja de Cobra, sin embargo, parece más inclinado a trabajar con Cobra B.A.T.s, liderando a los Ninja B.A.T.s en la batalla. Esto difiere de su representación original en A Real American Hero, ya que siempre ha tenido más fe en un humano bien entrenado que en las máquinas. Aunque se supone que la serie continúa la trama de Valor vs. Venom, en el episodio 2 "Escape", el comandante Cobra le dice a Overkill que «todas» sus tropas deberían darle la bienvenida, lo que implica que Overkill era el único miembro ausente de Cobra. Esa afirmación ignora la presencia de personajes como Doctor Mindbender o Slice en Valor vs.Venom.
Sigma 6 también tiene una trama con el tema recurrente de “hombre contra máquina”. A menudo se considera que las fuerzas de Cobra están compuestas principalmente por los Battle Android Troopers o B.A.T.s, mientras que los miembros del Cobra Triumvirate poseen algún tipo de mejora cibernética o trajes blindados mejorados, con soldados normales con uniformes blindados completos.

### Argumento
G.I. Joe es un grupo de operaciones con capacidades especializadas, cuyo número de código es Sigma 6, y lucha contra una organización criminal que trafica armas ilegalmente denominada Cobra. El objetivo de Cobra es tomar el control del mundo para lograr su destrucción total. Los Sigma 6 utilizan armas sofisticadas diseñadas exclusivamente para cada una de sus misiones, luchan contra Cobra en todo momento y proporcionan una solución rápida a pesar de las situaciones críticas que los rodean.

### Reparto
| Personaje        | Elenco de voz                           | Elenco de doblaje (Hispanoamérica) | Nota del personaje |
| Duke             | David Wills Greg Abbey                  | Carlos Alberto Jiménez             | Comandante de campo del equipo G.I. Joe. |
| Comandante Cobra | Marc Thompson                           | Omar Barrera                       | El líder de Cobra. |
| Heavy Duty       | F.B. Owens                              | Eleazar Osorio                     | El encargado de la artillería. |
| Scarlett         | Amy Birnbaum Veronica Taylor            | Shirley Marulanda                  | Especialista en contrainteligencia, piloto de helicóptero y segunda al mando después de Duke. |
| Tunnel Rat       | Michael Sinterniklaas Sebastian Arcelus | Wolfang Galindo                    | Especialista en infiltración y demoliciones, y ninja en entrenamiento. |
| Baronesa         | Bella Hudson Kayzie Rogers              | Mónica Valencia                    | La oficial de inteligencia. |
| Destro           | Marc Thompson                           | Mario Gutiérrez Marin              | El fabricante e inventor de armas de Cobra. |
| Long Range       | Scottie Ray                             | Camilo Andrés Rodríguez            | Conductor del R.O.C.C. (el comando móvil del equipo Joe), especialista en transporte y francotirador del equipo. En la versión doblada en español de Sigma 6, se llama Zondo. |
| Storm Shadow     | Tom Wayland Ted Lewis                   | Leonardo Salas                     | Un ninja que fue capturado por Cobra y le lavaron el cerebro, actúa como guardaespaldas del comandante Cobra. Se refiere a Snake Eyes como su "hermano". |
| Hi-Tech          | Eric Stuart                             | Alexander Páez                     | Experto en electrónica, hacker, experto en comunicaciones e inventor. |
| Spirit           | Darren Dunstan                          | Julio Cesar Mora                   | Experto rastreador y chamán. |
| Teniente Stone   | Dan Green                               | Oscar Fernando Gómez               | Piloto del Dragonhawk Heavy Armored Drop Ship, especialista en operaciones encubiertas, y el excomandante de Firefly. Su parche ocular en realidad oculta una pieza óptica especial que puede escanear y duplicar la ropa de cualquiera.                                           |
| Kamakura         | Michael Sinterniklaas Marc Thompson     | Carlos Alberto Gutiérrez           | El aprendiz de Snake Eyes y ninja en entrenamiento. |
| Jinx             | Lisa Ortiz Liza Jacqueline              | Dilma Gómez                        | La aprendiz de Snake Eyes y ninja en entrenamiento. |
| Zartan           | Marc Thompson                           | John Grey                          | Maestro del disfraz y líder de los Dreadnoks. |
| Overkill         | Maddie Blaustein                        | Bayardo Ardila                     | Un científico robótico que planea gobernar a Cobra con un ejército de B.A.T.s. Fue visto por primera vez recuperándose en un tanque de rejuvenecimiento. Cerca del final de la segunda temporada, Overkill finalmente pudo crearse un cuerpo y se retira de su tanque de curación. |
| Scott            | Matthew Labyorteaux Pete Capella        | Andrés Palacio                     | Hijo del general Hawk y miembro honorario de Sigma 6. |
| General Hawk     | Tony Salerno                            | Rafael Ignacio Gómez               | Líder y asesor del equipo G.I. Joe. |
| Buzzer           | Wayne Grayson                           | Gonzalo Eduardo Rojas              | Miembro empuñador de motosierra de los Dreadnoks. |
| Firefly          | Sean Schemmel                           | Mario Gutiérrez Marin              | Dedicado al sabotaje, demoliciones, experto en guerra electrónica, y espía. Él era un soldado que trabajó bajo las órdenes del teniente Stone. |
| Snake Eyes       | Jason Anthony Griffith                  | —                                  | Un comando ninja silencioso. |

Dirección - Rafael Ignacio Gómez
Estudio - Provideo Colombia